# Stephanopachys hispidulus
Stephanopachys hispidulus là một loài bọ cánh cứng trong họ Bostrichidae. Loài này được Casey miêu tả khoa học năm 1898.